# Elencos da B&B Hotels-KTM
A equipa de ciclismo profissional B&B Hotels-KTM tem tido, durante toda a sua história, os seguintes modelos:

## Vital Concept Cycling Clube

### 2018
| Nome                | Nascimento | Nacionalidade | Equipa de 2017                         |
| Yoann Bagot         | 06/09/1987 | França        | Cofidis, Solutions Crédits             |
| Kris Boeckmans      | 13/02/1987 | Bélgica       | Lotto Soudal                           |
| Bryan Coquard       | 25/04/1992 | França        | Direct Énergie                         |
| Erwann Corbel       | 20/04/1991 | França        | Fortuneo-Vital Concept                 |
| Arnaud Courteille   | 13/03/1989 | França        | FDJ                                    |
| Bert De Backer      | 02/04/1984 | Bélgica       | Team Sunweb                            |
| Corentin Ermenault  | 27/01/1996 | França        | Team Wiggins                           |
| Marc Fournier       | 12/11/1994 | França        | FDJ                                    |
| Adrien Garel        | 12/03/1996 | França        | Neo (VC Pays de Loudéac)               |
| Steven Lammertink   | 04/12/1993 | Países Baixos | Team LottoNL-Jumbo                     |
| Johan Le Bon        | 03/10/1990 | França        | FDJ                                    |
| Jérémy Lecroq       | 07/04/1995 | França        | Roubaix Lille Métropole                |
| Lorrenzo Manzin     | 26/07/1994 | França        | FDJ                                    |
| Julien Morice       | 20/07/1991 | França        | Direct Énergie                         |
| Justin Mottier      | 14/09/1993 | França        | Neo (VC Pays de Loudéac)               |
| Patrick Müller      | 18/04/1996 | Suíça         | BMC Racing Team (stagiaire)            |
| Quentin Pacher      | 06/01/1992 | França        | Delko Marseille Provence KTM           |
| Kévin Réza          | 18/05/1988 | França        | FDJ                                    |
| Tanguy Turgis       | 16/05/1998 | França        | Cofidis, Solutions Crédits (stagiaire) |
| Jonas Van Genechten | 16/09/1986 | Bélgica       | Cofidis, Solutions Crédits             |

1. ↑  Até a 5 de outubro

Stagiaires

Desde a 1 de agosto, os seguintes corredores passaram a fazer parte da equipa como stagiaires (aprendizes a prova).
| Corredor         | Nascimento | Nacionalidade | Equipa 2018 |
| ---------------- | ---------- | ------------- | ----------- |
| Maxime Chevalier | 16/05/1999 | França        |             |
| Gaëtan Lemoine   | 18/03/1995 | França        |             |

## Vital Concept-B&B Hotels

### 2019
| Nome                | Nascimento | Nacionalidade | Equipa de 2018                |
| Yoann Bagot         | 06/09/1987 | França        | Vital Concept Cycling Clube   |
| Kris Boeckmans      | 13/02/1987 | Bélgica       | Vital Concept Cycling Clube   |
| Maxime Cam          | 09/07/1992 | França        | Fortuneo-Vital Concept (2016) |
| Bryan Coquard       | 25/04/1992 | França        | Vital Concept Cycling Clube   |
| Arnaud Courteille   | 13/03/1989 | França        | Vital Concept Cycling Clube   |
| Bert De Backer      | 02/04/1984 | Bélgica       | Vital Concept Cycling Clube   |
| Corentin Ermenault  | 27/01/1996 | França        | Vital Concept Cycling Clube   |
| Marc Fournier       | 12/11/1994 | França        | Vital Concept Cycling Clube   |
| Adrien Garel        | 12/03/1996 | França        | Vital Concept Cycling Clube   |
| Cyril Gautier       | 26/09/1987 | França        | AG2R La Mondiale              |
| Steven Lammertink   | 04/12/1993 | Países Baixos | Vital Concept Cycling Clube   |
| Johan Le Bon        | 03/10/1990 | França        | Vital Concept Cycling Clube   |
| Jérémy Lecroq       | 07/04/1995 | França        | Vital Concept Cycling Clube   |
| Lorrenzo Manzin     | 26/07/1994 | França        | Vital Concept Cycling Clube   |
| Julien Morice       | 20/07/1991 | França        | Vital Concept Cycling Clube   |
| Justin Mottier      | 14/09/1993 | França        | Vital Concept Cycling Clube   |
| Patrick Müller      | 18/04/1996 | Suíça         | Vital Concept Cycling Clube   |
| Quentin Pacher      | 06/01/1992 | França        | Vital Concept Cycling Clube   |
| Kévin Réza          | 18/05/1988 | França        | Vital Concept Cycling Clube   |
| Pierre Rolland      | 10/10/1986 | França        | EF Education First-Drapac     |
| Jimmy Turgis        | 10/08/1991 | França        | Cofidis, Solutions Crédits    |
| Jonas Van Genechten | 16/09/1986 | Bélgica       | Vital Concept Cycling Clube   |
| Arthur Vichot       | 26/11/1988 | França        | Groupama-FDJ                  |

1. ↑  Até a 12 de outubro

Stagiaires

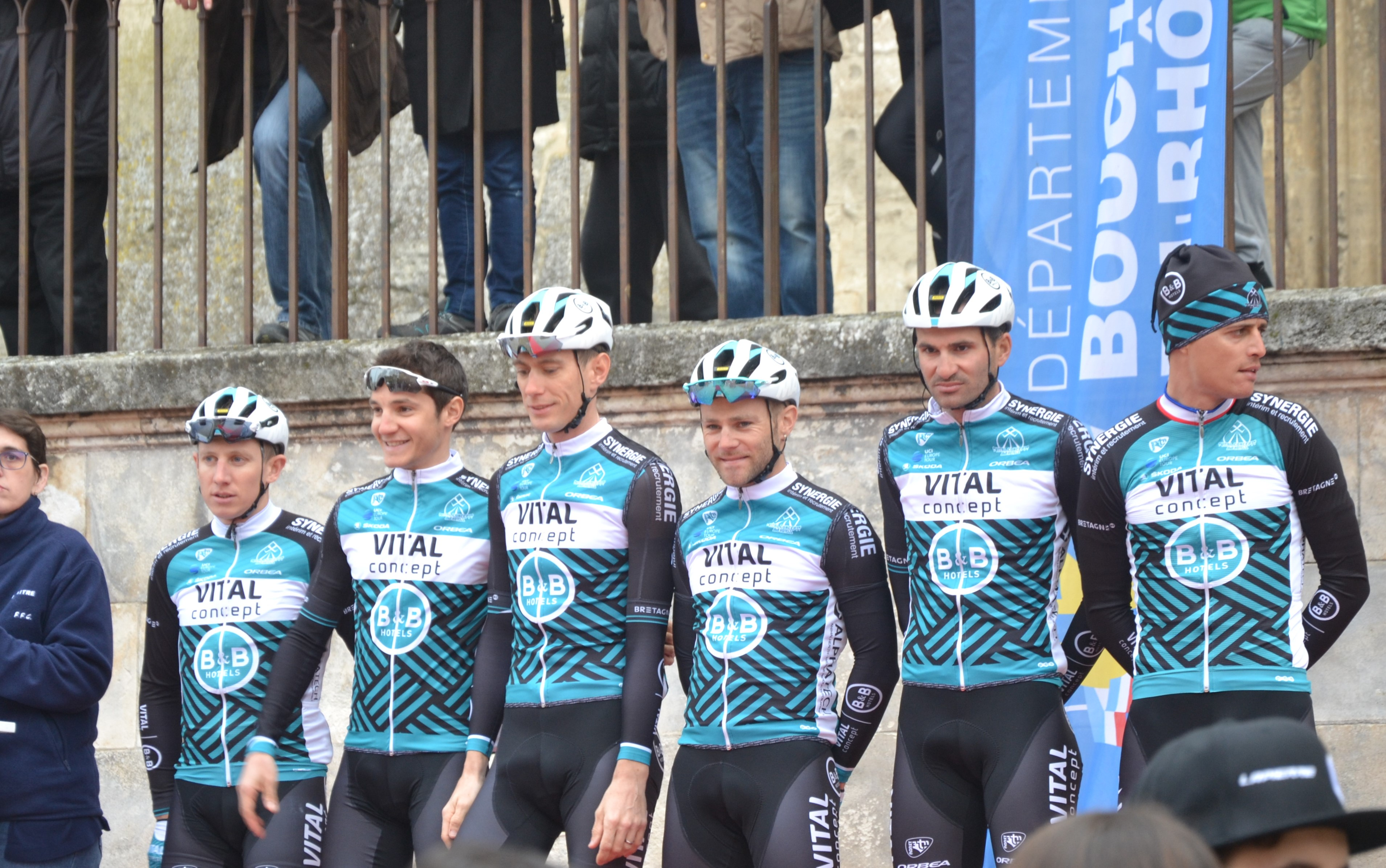
O Vital Concept-B&B Hotels no Tour La Provence de 2019

Desde a 1 de agosto, os seguintes corredores passaram a fazer parte da equipa como stagiaires (aprendizes a prova).
| Corredor         | Nascimento | Nacionalidade | Equipa 2019 |
| ---------------- | ---------- | ------------- | ----------- |
| Alan Boileau     | 25/06/1999 | França        |             |
| Maxime Chevalier | 16/05/1999 | França        |             |
| David Rivière    | 11/01/1995 | França        |             |

## B&B Hotels-Vital Concept p/b KTM

### 2020
| Nome                  | Nascimento | Nacionalidade | Equipa de 2019                       |
| Frederik Backaert     | 13/03/1990 | Bélgica       | Wanty-Gobert Cycling Team            |
| Cyril Barthe          | 14/02/1996 | França        | Euskadi Basque Country-Murias        |
| Kris Boeckmans        | 13/02/1987 | Bélgica       | Vital Concept-B&B Hotels             |
| Maxime Cam            | 09/07/1992 | França        | Vital Concept-B&B Hotels             |
| Maxime Chevalier      | 16/05/1999 | França        | Vital Concept-B&B Hotels (stagiaire) |
| Bryan Coquard         | 25/04/1992 | França        | Vital Concept-B&B Hotels             |
| Arnaud Courteille     | 13/03/1989 | França        | Vital Concept-B&B Hotels             |
| Bert De Backer        | 02/04/1984 | Bélgica       | Vital Concept-B&B Hotels             |
| Jens Debusschere      | 28/08/1989 | Bélgica       | Team Katusha-Alpecin                 |
| Adrien Garel          | 12/03/1996 | França        | Vital Concept-B&B Hotels             |
| Cyril Gautier         | 26/09/1987 | França        | Vital Concept-B&B Hotels             |
| Johan Le Bon          | 03/10/1990 | França        | Vital Concept-B&B Hotels             |
| Jérémy Lecroq         | 07/04/1995 | França        | Vital Concept-B&B Hotels             |
| Julien Morice         | 20/07/1991 | França        | Vital Concept-B&B Hotels             |
| Justin Mottier        | 14/09/1993 | França        | Vital Concept-B&B Hotels             |
| Luca Mozzato          | 15/02/1998 | Itália        | Dimension Data for Qhubeka           |
| Quentin Pacher        | 06/01/1992 | França        | Vital Concept-B&B Hotels             |
| Kévin Réza            | 18/05/1988 | França        | Vital Concept-B&B Hotels             |
| Pierre Rolland        | 10/10/1986 | França        | Vital Concept-B&B Hotels             |
| Sebastian Schönberger | 14/05/1994 | Áustria       | Neri Sottoli-Selle Italia-KTM        |
| Tom Slagter           | 01/07/1989 | Países Baixos | Dimension Data                       |
| Jimmy Turgis          | 10/08/1991 | França        | Vital Concept-B&B Hotels             |
| Jonas Van Genechten   | 16/09/1986 | Bélgica       | Vital Concept-B&B Hotels             |
| Arthur Vichot         | 26/11/1988 | França        | Vital Concept-B&B Hotels             |

1. ↑  Desde 27 de fevereiro
2. ↑  Até a 10 de fevereiro

## B&B Hotels p/b KTM

### 2021
| Nome                  | Nascimento | Nacionalidade | Equipa de 2020                      |
| Frederik Backaert     | 13/03/1990 | Bélgica       | B&B Hotels-Vital Concept p/b KTM    |
| Nicola Bagioli        | 19/02/1995 | Itália        | Androni Giocattoli-Sidermec         |
| Cyril Barthe          | 14/02/1996 | França        | B&B Hotels-Vital Concept p/b KTM    |
| Alan Boileau          | 25/06/1999 | França        | Neo (VC Pays de Loudéac)            |
| Franck Bonnamour      | 20/06/1995 | França        | Arkéa Samsic                        |
| Maxime Cam            | 09/07/1992 | França        | B&B Hotels-Vital Concept p/b KTM    |
| Maxime Chevalier      | 16/05/1999 | França        | B&B Hotels-Vital Concept p/b KTM    |
| Bryan Coquard         | 25/04/1992 | França        | B&B Hotels-Vital Concept p/b KTM    |
| Bert De Backer        | 02/04/1984 | Bélgica       | B&B Hotels-Vital Concept p/b KTM    |
| Jens Debusschere      | 28/08/1989 | Bélgica       | B&B Hotels-Vital Concept p/b KTM    |
| Thibault Ferasse      | 12/09/1994 | França        | Natura4Ever-Roubaix Lille Métropole |
| Cyril Gautier         | 26/09/1987 | França        | B&B Hotels-Vital Concept p/b KTM    |
| Jonathan Hivert       | 23/03/1985 | França        | Team Total Direct Énergie           |
| Quentin Jauregui      | 22/04/1994 | França        | AG2R La Mondiale                    |
| Jérémy Lecroq         | 07/04/1995 | França        | B&B Hotels-Vital Concept p/b KTM    |
| Cyril Lemoine         | 03/03/1983 | França        | Cofidis                             |
| Eliot Lietaer         | 15/08/1990 | Bélgica       | Bingoal-WB                          |
| Julien Morice         | 20/07/1991 | França        | B&B Hotels-Vital Concept p/b KTM    |
| Luca Mozzato          | 15/02/1998 | Itália        | B&B Hotels-Vital Concept p/b KTM    |
| Quentin Pacher        | 06/01/1992 | França        | B&B Hotels-Vital Concept p/b KTM    |
| Kévin Réza            | 18/05/1988 | França        | B&B Hotels-Vital Concept p/b KTM    |
| Pierre Rolland        | 10/10/1986 | França        | B&B Hotels-Vital Concept p/b KTM    |
| Sebastian Schönberger | 14/05/1994 | Áustria       | B&B Hotels-Vital Concept p/b KTM    |
| Jonas Van Genechten   | 16/09/1986 | Bélgica       | B&B Hotels-Vital Concept p/b KTM    |

Stagiaires

Desde 1 de agosto, os seguintes corredores passaram a fazer parte da equipa como stagiaires (aprendizes a prova).
| Corredor        | Nascimento | Nacionalidade | Equipa 2021 |
| --------------- | ---------- | ------------- | ----------- |
| Florian Dauphin | 06/04/1999 | França        |             |
| Adrien Lagrée   | 25/04/1997 | França        |             |
| Axel Laurance   | 13/04/2001 | França        |             |

## B&B Hotels-KTM

### 2022
| Nome                  | Nascimento | Nacionalidade | Equipa de 2021                 |
| Pierre Barbier        | 25/09/1994 | França        | Team Delko                     |
| Cyril Barthe          | 14/02/1996 | França        | B&B Hotels p/b KTM             |
| Alan Boileau          | 25/06/1999 | França        | B&B Hotels p/b KTM             |
| Franck Bonnamour      | 20/06/1995 | França        | B&B Hotels p/b KTM             |
| Maxime Chevalier      | 16/05/1999 | França        | B&B Hotels p/b KTM             |
| Jens Debusschere      | 28/08/1989 | Bélgica       | B&B Hotels p/b KTM             |
| Thibault Ferasse      | 12/09/1994 | França        | B&B Hotels p/b KTM             |
| Cyril Gautier         | 26/09/1987 | França        | B&B Hotels p/b KTM             |
| Alexis Gougeard       | 05/03/1993 | França        | AG2R Citroën Team              |
| Miguel Heidemann      | 27/01/1998 | Alemanha      | Leopard Pro Cycling            |
| Jonathan Hivert       | 23/03/1985 | França        | B&B Hotels p/b KTM             |
| Quentin Jauregui      | 22/04/1994 | França        | B&B Hotels p/b KTM             |
| Victor Koretzky       | 26/08/1994 | França        | Neoprofissional                |
| Adrien Lagrée         | 25/04/1997 | França        | B&B Hotels p/b KTM (stagiaire) |
| Axel Laurance         | 13/04/2001 | França        | B&B Hotels p/b KTM (stagiaire) |
| Jérémy Lecroq         | 07/04/1995 | França        | B&B Hotels p/b KTM             |
| Cyril Lemoine         | 03/03/1983 | França        | B&B Hotels p/b KTM             |
| Eliot Lietaer         | 15/08/1990 | Bélgica       | B&B Hotels p/b KTM             |
| Julien Morice         | 20/07/1991 | França        | B&B Hotels p/b KTM             |
| Luca Mozzato          | 15/02/1998 | Itália        | B&B Hotels p/b KTM             |
| Raphael Parisella     | 23/10/2002 | Canadá        | Rally Cycling (stagiaire)      |
| Pierre Rolland        | 10/10/1986 | França        | B&B Hotels p/b KTM             |
| Sebastian Schönberger | 14/05/1994 | Áustria       | B&B Hotels p/b KTM             |
| Jordi Warlop          | 04/06/1996 | Bélgica       | Sport Vlaanderen-Baloise       |

Stagiaires

Desde 1 de agosto, os seguintes corredores passaram a fazer parte da equipa como stagiaires (aprendizes a prova).
| Corredor        | Nascimento | Nacionalidade | Equipa 2022 |
| --------------- | ---------- | ------------- | ----------- |
| Florian Dauphin | 06/04/1999 | França        |             |
| Nolann Mahoudo  | 17/11/2002 | França        |             |
| Louis Rouland   | 21/10/2002 | França        |             |